# British Thomson-Houston

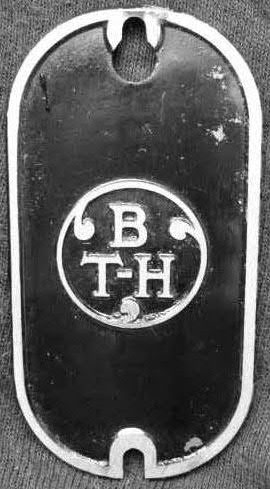
BTH-Logo auf einer Zugangsplatte für einen Elektromotor

British Thomson-Houston (Abk.: B.T.H.) war ein britisches Maschinenbauunternehmen mit Sitz in Rugby (Warwickshire), das durch elektrotechnische Produkte und Dampfturbinen bekannt wurde. Das Unternehmen wurde im Mai 1896 als europäische Niederlassung von General Electric (vormals Thomson-Houston Electric Company) gegründet. Im Jahr 1900 wurde ein Vertrag abgeschlossen, der es ermöglichte, dass British Thomson-Houston als Energieversorger auftreten konnte. 1902 wurde ein Werk eröffnet, in dem Elektromotoren und Generatoren gebaut wurden. Gleichzeitig erwarb das Unternehmen eine Lizenz für die Produktion von Dampfturbinen, deren Produktion 1904 aufgenommen wurde.
Ebenfalls 1904 war der spätere Elektroautomobil-Pionier Sigmund Meyer zum Chefingenieur des Unternehmens aufgestiegen.
1909 lieferte British Thomson-Houston die elektrischen Generatoren zum Betrieb der elektrischen Straßenbahn in London. 1911 wurde die Produktion von Glühlampen aufgenommen. Während des Ersten Weltkriegs wurde elektrische  Ausrüstung für die britische Marine produziert. Nach dem Krieg eröffnete das Unternehmen Zweigwerke in Willesden, Birmingham, Chesterfield und Lutterworth. 1925 lieferte BTH 21 Umformsätze für die erste Bahnelektrifizierung in Südafrika.
Das Unternehmen bestand bis 1928, als es mit Metropolitan-Vickers unter dem Dach der Associated Electrical Industries verschmolzen wurde. Beide blieben jedoch bis 1960 weitestgehend selbständig.
1937 wurde im Werk in Rugby durch Frank Whittle das erste britische Strahltriebwerk geschaffen. BTH nahm jedoch nicht die Produktion von Strahltriebwerken auf, sondern fertigte weiter Magnetzündungen für Kolbenmotoren.